# Orwell: Ignorance is Strength
Pour les articles homonymes, voir Orwell.
 (octobre 2020).
Si vous disposez d'ouvrages ou d'articles de référence ou si vous connaissez des sites web de qualité traitant du thème abordé ici, merci de compléter l'article en donnant les références utiles à sa vérifiabilité et en les liant à la section « Notes et références ».
Orwell: Ignorance is Strength  est un jeu vidéo de simulation développé et édité par Osmotic, sorti en 2018 sur Windows, Mac et Linux. Il est la suite du jeu Orwell, du même studio.

## Synopsis
Comme dans le premier jeu, un système, Orwell permet de surveiller chaque individu du pays appelé la Nation. Il permet de faire des investigations sur les communications privées, les dossiers médicaux, militaires, les téléphones et ordinateurs des suspects. On interprète un enquêteur qui est hors de la Nation mais qui travaille pour le gouvernement. On recherche des informations (« datachunks ») sur les personnes ciblées et on les charge dans Orwell. Ces informations sont transmises à un conseiller, une personne à l'intérieur de la Nation qui les utilises prendre des décisions ou commanditer des actions.
Ce jeu traite principalement des fake-news et de la manipulation par les médias. 

## Système de jeu
L'interface est constituée de trois parties :
- La partie droite comportant divers outils de navigation et « d'interception de données »
- La partie gauche comportant le collecteur de datachunk disposant d'un tableau faisant le lien avec les divers protagonistes.
- La partie supérieure comportant les fonctionnalités de notification venant de votre "superviseur" et diverses options.

Le but sera alors de collecter des données dans la partie droite puis de les glisser dans le collecteur pour traitement.
Ces informations seront ensuite analysées, et liées à d'autre données précédemment récupérées. Ces dernières seront validées ou rentreront en conflit, faisant ainsi progresser l’enquête du joueur.